# 约翰·丁达尔 (右翼活动人士)
约翰·哈钦斯·丁达尔 （1934年7月14日—2005年7月19日）是英国法西斯主义政治活动家。1972年至1974年以及1975年至1980年期间，他是國民陣線主席， 1982年至1999年期間担任英國國家黨主席。他曾多次竞选英国下议院議員和欧洲议会议员，但均未能成功。

## 生平
约翰·丁达尔生于德文郡，曾服过兵役。 20世纪50年代中期，他加入了帝国效忠者联盟。但他覺得帝国效忠者联盟过于温和。1957年，他与约翰·比恩共同创立了國家勞工黨，這是一个支持纳粹主义的团体。 1960年，國家勞工黨与 白人防卫联盟合并，英国民族党成立。由於约翰·丁达尔擅自建立了一个名为“先锋”的准军事组织，他被驅逐出英国民族党。1962年，约翰·丁达尔因擅自組建准军事組織而被判有罪并被短暂监禁。到了20世纪60年代中期，他开始支持英国民族主义，此後他基本上不怎麼公開提及纳粹主义。
1967年，约翰·丁达尔加入國民陣線，并于1972年擔任黨魁。1982年，约翰·丁达尔成立英國國家黨。在约翰·丁达尔的领导下，英国国家党虽然未能在选举中贏得議會席位，但却讓英國國家黨成为20世纪80年代英国最知名的极右翼政党。
2004年，约翰·丁达尔再度被指在英国国家党会议上发表煽动种族仇恨的言論。他認為亚洲人和非洲人只會“黑魔法、巫术、食人以及傳播艾滋病”。这次演讲被卧底调查员拍摄下来，并被收录在2004年英国广播公司的纪录片中。 2004年12月12日，约翰·丁达尔因涉嫌煽动种族仇恨而被捕。同月，约翰·丁达尔再次被英国国家党开除黨籍，而且这次是永久开除黨籍。警方随后对他提出指控，2005年4月，约翰·丁达尔无条件保释。2005年7月19日，约翰·丁达尔在家中因心力衰竭去世。
约翰·丁达尔支持族裔民族主义，认为“英国人种”是一个独特的白人人種，他认为英国人种受到了犹太人威胁，因為犹太人鼓励非白人移民到英国。他呼吁建立一个权威主义国家，将所有有色人种驱逐出境，並且开展優生學项目，他還支持重建大英帝国以及军事征服非洲部分地区。

### 來源
- Adams, Matt. . The Independent. 19 July 2005  [8 November 2016].
- Anon. . BBC News. 14 December 2004  [1 December 2016].
- Anon. . BBC News. 7 April 2005a  [1 December 2016].
- Anon. . The Telegraph. 20 July 2005b  [8 November 2016]. （原始内容存档于2010-08-17）.
- Billig, Michael. . London: Academic Press. 1978. ISBN 978-0-150-04004-0.
- Template:Cite contribution
- Copsey, Nigel.  second. London and New York: Routledge. 2008. ISBN 978-0-230-57437-3.
- Copsey, Nigel. . Democracy and Security. 2013, 9 (3): 287–303. S2CID 144565720. doi:10.1080/17419166.2013.792249.
- Driver, Stephen. . Cambridge: Polity Press. 2011. ISBN 978-0-7456-4078-5.
- Fielding, Nigel. . London: Routledge & Kegan Paul. 1981. ISBN 978-0-7100-0559-5.
- Template:Cite contribution
- Goodrick-Clarke, Nicholas. . New York: New York University Press. 2002. ISBN 978-0-8147-3124-6.
- Goodwin, Matthew J. . London and New York: Routledge. 2011. ISBN 978-0-415-46500-7.
- Template:Cite contribution
- Laville, Sandra; Taylor, Matthew. . The Guardian. 20 July 2005  [8 November 2016].
- Macklin, Graham. . Abingdon: Routledge. 2020. ISBN 9780415627306.
- Renton, David. . . Oxford: Oxford University Press. 2009. doi:10.1093/ref:odnb/95913.
- Template:Cite contribution
- Sykes, Alan. . Basingstoke and New York: Palgrave Macmillan. 2005. ISBN 978-0-333-59924-2.
- Taylor, Stan. . London: Macmillan. 1982. ISBN 978-0-333-27741-6.
- Taylor, Matthew. . The Guardian. 15 July 2004  [1 December 2016].
- Thurlow, Richard. . Oxford: Blackwell. 1987. ISBN 978-0-631-13618-7.
- Trilling, Daniel. . London: Verso. 2012. ISBN 978-1-84467-959-1.
- Tyndall, John. . London: Albion Press. 1988. ISBN 978-0-9513686-1-9.
- Walker, Martin. . London: Fontana. 1977. ISBN 978-0-00-634824-5.
- Woodbridge, Steven. . Journal for the Study of Radicalism. 2010, 4 (1): 25–54. JSTOR 41887643. S2CID 146246410. doi:10.1353/jsr.0.0039.
- Template:Cite contribution